# Письменний Семен
Письменний Семен — український військовий діяч. Учасник Першої Світової війни, матрос російського флоту. У 1917 році — делегат І Всеукраїнського Військового З'їзду, член Українського Генерального Військового Комітету при Центральній Раді, де займав посаду начальника військової канцелярії.